# Klaus Resch (Politiker)
Klaus Resch (* 1938 in Berlin) ist ein deutscher Verleger und ehemaliger Politiker (AUD, Die Grünen). 

## Beruflicher Werdegang
Resch wuchs in Tirol und der Umgebung von München auf. Nach Studium und verschiedenen beruflichen Tätigkeiten, u. a. im väterlichen Technischen Verlag Heinz Resch, gründete er 1967 den eigenen Klaus Resch Verlag. Der Verlag übernahm den Industrieführer als ersten Stellenmarkt für Hochschulabsolventen, der später in Berufsstart umbenannt wurde. Er gründete das Industriemagazin und gab verschiedene Bücher heraus. 1990 übergab Klaus Resch den Verlag an Angela Resch und Hans-Thilo Sommer.

## Politische Aktivitäten
1977 trat Resch in die sich in Bayern als Umweltpartei gebende AUD von August Haußleiter ein und wurde Kreisvorsitzender im Landkreis Starnberg. Auf Vorschlag von Klaus Resch trat die AUD zur Landtagswahl in Bayern 1978 als Die Grünen/AUD an. Danach wurde Resch ihr Pressesprecher auf Landesebene. Auf der konstituierenden Versammlung grüner, alternativer und ökologischer Gruppen für die Europawahl 1979 in Frankfurt/Höchst hielt Klaus Resch das Statement für den in Bayern verwendeten Namen DIE GRÜNEN und gewann damit gegen den Vorschlag „Grüne Liste“. Aus dem Zusammenschluss von AUD/Die Grünen und Herbert Gruhls GAZ (Grüne Aktion Zukunft) wurde Ende 1979 in Bayern der erste Landesverband der GRÜNEN gebildet und Klaus Resch zum Vorsitzenden gewählt. Aus privaten Gründen zog sich Klaus Resch 1983 aus der Politik zurück.

## Veröffentlichungen
- Industrieführer
- Industriemagazin
- Berufsstart Technik
- Berufsstart Wirtschaft
- Christentum und Ökologie. Klaus Resch Verlag, Starnberg 1979, ISBN 3-922247-00-8.
- Insel ohne Zeit. Isensee, Oldenburg 1979, ISBN 3-89598-412-4.